# Mel·lífer negre
El mel·lífer negre (Myzomela nigrita) és un ocell de la família dels melifàgids (Meliphagidae).

## Hàbitat i distribució
Habita boscos, cocoters i manglars de les terres baixes deles Raja Ampat, a les illes Aru i Waigeo, Nova Guinea i altres illes properes i els arxipèlags D'Entrecasteaux i Louisiade.